# Fender Bass VI
Il Fender Bass VI, originariamente noto come Fender VI è l'unico esemplare di basso elettrico a 6 corde prodotto da Leo Fender; spesso viene anche definito come chitarra baritona, ovvero con l'accordatura classica della chitarra (Mi-Mi cantino) ma regolata un'ottava più bassa.
In realtà Leo Fender, quando nel 1961 mise in produzione questo modello, aveva in mente di realizzare un modello di Precision Bass a 6 corde, dopo aver precedentemente commercializzato un ulteriore modello a 5 corde, seguendo la linea attuata dalla Danelectro.